# Maurice FitzGerald (2e seigneur d'Offaly)
Pour les articles homonymes, voir Maurice FitzGerald et FitzGerald.
Maurice Fitzmaurice FitzGerald , 2e seigneur d'Offaly (né en 1194 – mort le 27 mai 1257) est un noble Hiberno-Normand soldat, pair et Justiciar d'Irlande de 1232 à 1245 membre de la famille FitzGerald. Il a rassemblé et conduite de nombreuses armées contre les Irlandais, et en raison de ses méthodes brutales comme Justiciar, il  reçoit des réprimandes du roi Henri III d'Angleterre.. Il à comme successeur comme seigneur d'Offaly son fils, Maurice FitzGerald (3e seigneur d'Offaly) 

## Origine
Maurice naît en  Irlande en 1194, il est le fils de  Gerald FitzMaurice 1er seigneur d'Offaly et d' Eve de Bermingham (morte entre juin 1217 et décembre 1226). Il accède au titre de seigneur (anglais: Lord) d' Offaly le 15 janvier 1204, et il est armé chevalier en juillet 1217 à l'âge de 23 ans.

## Carrière
En 1224 il fonde à  Youghal, le proto-Prieuré de la province ecclésiastique  de l'Observance Franciscaine, dédié à St. Nicholas. Maurice est convoqué à Londres afin d'accompagner le roi Henri III d'Angleterre en Poitou et en Gascogne en octobre 1229. Il est nommé Justiciar d'Irlande le 2 septembre 1232 et il exerce la fonction jusqu'en octobre 1245. Sa réputation a été entachée de rumeurs selon lesquelles il avait contribué à la mort de Richard le Maréchal, 3e comte de Pembroke en 1234. FitzGerald rencontre Marshal lors de la Bataille du Curragh (en) le 1er avril 1234, où le Maréchal est blessé et meurt peu après. la rumeur court que Richard a été trahi et exécuté. FitzGerald doit se rendre à Londres et préter serment devant le roi Henri III, qu'il est  innocent de toute participation à la mort de Richard le Maréchal. Il fondera plus tard l'abbaye dominicaine de Sligo, pour une communauté de moines chargés de prier pour l'âme du Maréchal.
En février 1235, le roi le réprimande pour la manière dont il exerce sa fonction et souligne  « la façon peu agréable, au-delà de toute mesure sévère [qu'il emploie] dans l'exécution des mandats du roi ». La même année il participe à l’agression contre le Connacht. En 1241 et 1242, et plus tard en 1246, 1247, et 1248 il conduit des armées contre les irlandais. En 1247, Maurice envahit le Tír Chonaill, et combat contre les forces alliés du  Cenél Conaill et Cenél nEógain lors de la  Bataille de Ballyshannon (en). Selon les diverses Chroniques d'Irlande, trois éminents seigneurs tombent lors de ce combat contre lui : Maol Seachlainn mac Domnaill Ó Domhnaill, An Giolla Muinealach Ó Baoighill, et  « Mac Somhairle », roi d'Argyll (un personnage qui semble correspondre à Ruaidhri mac Raghnaill).
En 1245, Maurice est destitué de sa fonction de Justiciar pour avoir tardé à envoyer son assistance militaires dans les campagnes du roi au Pays de Galles. Son successeur est John FitzGeoffrey (en). Cette même année  il établit les fondations du Château de Sligo. En 1250, il exerce les deux offices de Membre du conseil d' Irland, et de « Commissioner » du Trésor. Il fonde également l'abbaye Franciscaine de Youghal; d'ou son surnom de  an Brathair, qui signifie en irlandais  Le Frère. Il est présent à la cour royale en janvier 1252, et reçoit une assignation urgente du roi Henri en janvier 1254.

## Mort et succession
En 1257, Maurice et son armée normande rencontrent les forces conduites par  Gofraid mac Domnaill Ó Domhnaill, roi de Tir Conaill lors de la Bataille de Creadran Cille (en) , dans le  Cairbre Drom Cliabh, situé dans le nord de l'actuel  Comté de Sligo. Les deux hommes s'affrontent en combat singulier et sont tous deux grièvement blessés. Maurice meurt de ses blessures  à l'abbaye de Youghal après avoir revêtu l'habit de Franciscain, le 20 mai 1257, âgé de 63 ans. Dans une entrée des Annales des quatre maîtres de 1257 sa mort est décrite ainsi: Maurice FitzGerald quelque temps Lord Justice d'Irlande et destructeur des irlandais meurt  (en irlandais: Muiris macGerailt lustis Ereann re h-edh diosccaoilteach Gaoidheal d'écc.)
Après sa mort ses domaines de  Lea, Rathangan comté de Kildare, et Geashill passent à son petit-fils  Maurice, fils de Gerald Fitzmaurice, mort en 1243. Il aurait comme successeur en tant que seigneur d'Offaly son second fils, Maurice FitzMaurice FitzGerald, au lieu de son héritier légitime son petit-fils Maurice, fils de son fils aîné pré-décédé, GeraldToutefois selon  T.W Moody, F.X. Martin, Francis John Byrne, le premier n'a pas bénéficié de la seigneurie d'Offaly  car cette dernière a été dévolue au fils; Maurice (mort en 1268) et au petit-fils Gerard (mort en 1287), de son frère aîné Gerald (mort en 1243)

## Union et postérité
Il épouse Juliana de Grenville (désigné par erreur dans les généalogie ancienne sous le nom de Juliana de Cogan, car il s'agit du nom de sa petite fille par son fils ainé Gerald), qui lui donne quatre fils: 
- Gerald FitzMaurice FitzGerald (mort en 1243), épouse une anonyme dont il a un fils, Maurice Roe fitz Gerald FitzMaurice (noyé en juillet 1268 dans la mer d'Irlande lors du naufrage de son navire en revenant d'Angleterre)[10], et une fille, Juliana (morte après 1309), épouse de John de Cogan, dont descendance.
- Maurice FitzMaurice FitzGerald (1238- mort avant le 10 novembre 1286), qui épouse d'abord, Maud de Prendergast, dont deux filles et en secondes noces, Emmeline Longespee.
- David FitzMaurice FitzGerald, mort sans descendance
- Thomas FitzMaurice FitzGerald (mort en 1271 à Lough Mask), épouse Rohesia de St. Michel, dont  John FitzGerald, 1er comte de Kildare et 4e seigneur d'Offaly

## Source
- (en) T.W Moody, F.X. Martin, F.J. Byrne, A New History of Ireland IX Maps, Genealogies, Lists. A companion to Irish History part II, Oxford, Oxford University Press, 2011 (ISBN 9780199593064)